# Henri Schoofs
Henri Schoofs, född 6 november 1950, är en friidrottare från Belgien. Han deltog vid olympiska sommarspelen 1976 och olympiska sommarspelen 1980.